# ブランドン・カリー
ブランドン・カリー（Brandon Curry, 1982年10月19日-）は、アメリカ合衆国テネシー州ナッシュビル出身の、現役ボディビルダー。

## 来歴
6歳の頃からダンベルを使った筋力トレーニングを始め、大学時代は動科学を専攻。
大学卒業後はパーソナルトレーナーとして働き、2003年にボディビルデビュー。
2008年にIFBBプロカード取得。
2019年にミスター・オリンピア優勝。

## 人物
トレーニング内容は気分や体調によって臨機応変に変更し、筋力向上と筋肥大の2つの目的に分けてトレーニングする主義。
1日7食から8食のクリーンバルクを食生活上の特徴とする。
身長172.5cm、体重120kgの体格で、上半身のバルクが武器だが、下半身がウィークポイント。